# Leioproctus hillieri
Leioproctus hillieri är en biart som först beskrevs av Cockerell 1914.  Leioproctus hillieri ingår i släktet Leioproctus och familjen korttungebin. Inga underarter finns listade i Catalogue of Life.